# Yōko Takahashi
Yoko Takahashi (高橋洋子Takahashi Youko) és una cantant japonesa. Va néixer el 28 de agost de 1966 a Tòquio. Un dels seus treballs més notables va ser la interpretació de Zankoku na tenshi no these, l'opening de la sèrie Neon Genesis Evangelion.

## Discografia

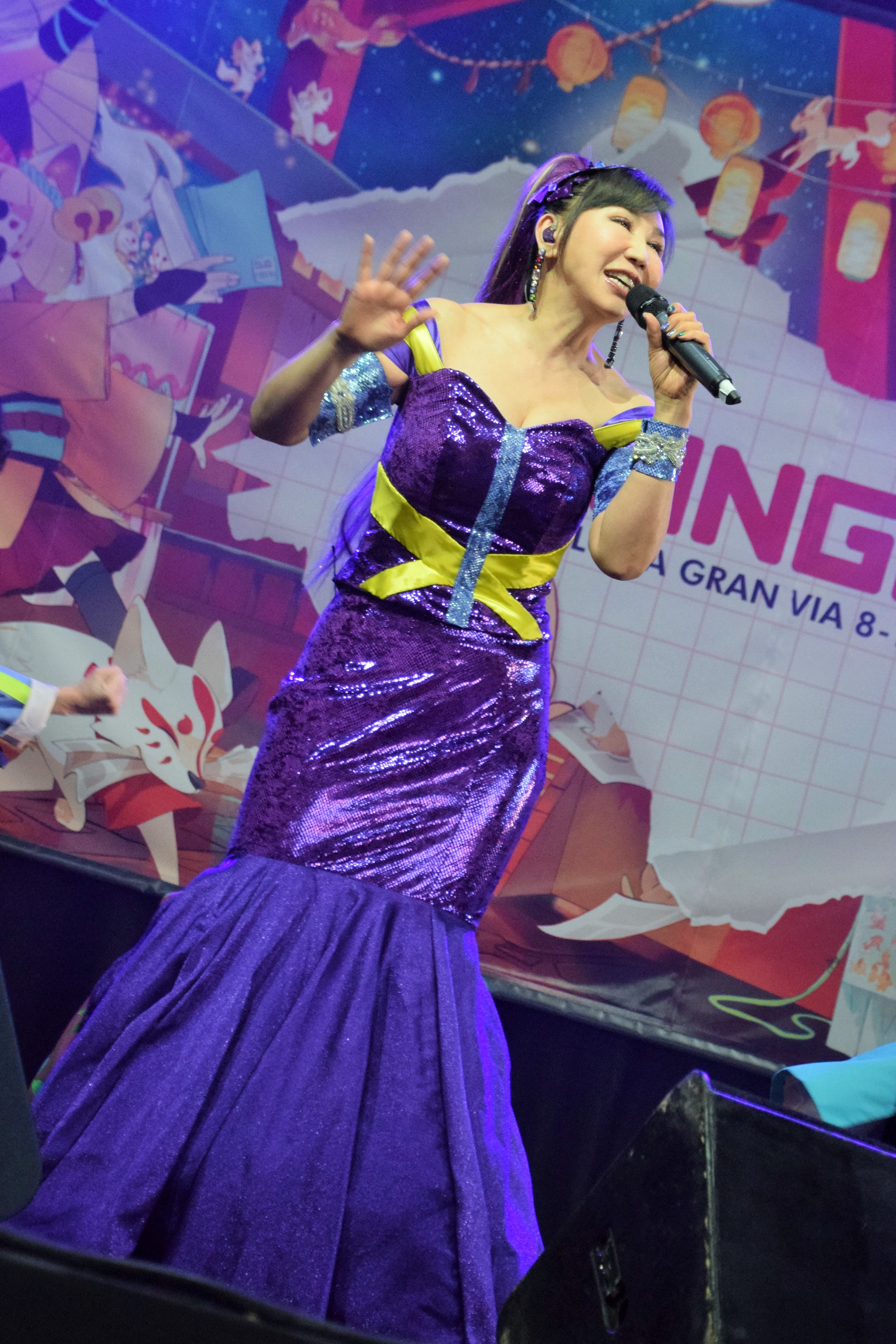
Actuació de Yōko Takahashi al 28 Manga Barcelona (2022).

### Àlbums

#### Àlbums de estudi
| Any  | Informació                                                                                 | Millor posició al gràfic Oricon | Millor posició al gràfic Oricon | Millor posició al gràfic Oricon | Millor posició al gràfic Oricon |
| Any  | Informació                                                                                 | Diària                          | Setmanal                        | Mensual                         | Annual                          |
| ---- | ------------------------------------------------------------------------------------------ | ------------------------------- | ------------------------------- | ------------------------------- | ------------------------------- |
| 1992 | Pizzicato - Publicat: 21 octubre 1992                                                      | —                               | 75                              | —                               | —                               |
| 1993 | Kugatsu no Sotsugyō - Publicat: 25 agost 1993                                              | —                               | 85                              | —                               | —                               |
| 1994 | Watashi wo Mitsukete - Publicat: 26 novembre 1994                                          | —                               | —                               | —                               | —                               |
| 1996 | Living with Joy - Publicat: 25 octubre 1996                                                | —                               | —                               | —                               | —                               |
| 1997 | ~refrain~ The songs were inspired by Evangelion - Publicat: 6 novembre 1997                | —                               | 6                               | —                               | 193                             |
| 1997 | Li-La - Publicat: 6 novembre 1997                                                          | —                               | 10                              | —                               | —                               |
| 1999 | HARMONIUM - Publicat: 17 març 1999                                                         | —                               | —                               | —                               | —                               |
| 2001 | AÜM                                                                                        | —                               | —                               | —                               | —                               |
| 2003 | L'ange de métamorphose - Publicat: 23 maig 2003                                            | —                               | —                               | —                               | —                               |
| 2005 | Sore wa Toki ni Anata wo Hagemashi, Toki ni Sasae to Naru Mono - Publicat: 7 desembre 2005 | —                               | 90                              | —                               | —                               |
| 2010 | 20th Century Boys & Girls ~20 Seiki Shounen Shoujo~ - Publicat: 23 juny 2010               | —                               | 152                             | —                               | —                               |
| 2013 | Uchu no Uta - Publicat: 8 agost 2013                                                       | —                               | —                               | —                               | —                               |
| 2015 | 20th Century Boys & Girls 2 ~20 Seiki Shounen Shoujo 2~ - Publicat: 22 abril 2015          | —                               | —                               | —                               | —                               |
| 2015 | Koi ni Samusa wo Wasure - Publicat: 10 novembre 2015                                       | —                               | —                               | —                               | —                               |
| 2019 | EVANGELION EXTREME - Publicat: 22 maig 2019                                                | —                               | —                               | —                               | —                               |

#### Àlbums recopilatoris
| Any  | Informació                                       | Millor posició al gràfic Oricon | Millor posició al gràfic Oricon | Millor posició al gràfic Oricon | Millor posició al gràfic Oricon |
| Any  | Informació                                       | Diària                          | Setmanal                        | Mensual                         | Annual                          |
| ---- | ------------------------------------------------ | ------------------------------- | ------------------------------- | ------------------------------- | ------------------------------- |
| 1996 | BEST PIECES - Publicat: 25 gener 1996            | —                               | 65                              | —                               | —                               |
| 1999 | BEST PIECES II - Publicat: 24 febrer 1999        | —                               | —                               | —                               | —                               |
| 2001 | Super Value - Publicat: 19 desembre 2001         | —                               | —                               | —                               | —                               |
| 2004 | Golden Best - Publicat: 25 febrer 2004           | —                               | —                               | —                               | —                               |
| 2007 | Takahashi Yoko Best 10 - Publicat: 17 gener 2007 | —                               | —                               | —                               | —                               |
| 2007 | Essential Best - Publicat: 19 desembre 2007      | —                               | —                               | —                               | —                               |
| 2010 | Best Selection - Publicat: 7 abril 2010          | —                               | —                               | —                               | —                               |
| 2017 | YOKO SINGS FOREVER - Publicat: 22 març 2017      | —                               | —                               | —                               | —                               |

### Singles
| Any  | Títol                                            | Millor posició al gràfic Oricon | Millor posició al gràfic Oricon | Millor posició al gràfic Oricon | Millor posició al gràfic Oricon | Àlbum                                                          |
| Any  | Títol                                            | Diària                          | Setmanal                        | Mensual                         | Annual                          | Àlbum                                                          |
| ---- | ------------------------------------------------ | ------------------------------- | ------------------------------- | ------------------------------- | ------------------------------- | -------------------------------------------------------------- |
| 1991 | "Okaeri"                                         | —                               | —                               | —                               | —                               | Pizzicato                                                      |
| 1991 | "P.S. I miss you"                                | —                               | 87                              | —                               | —                               | Pizzicato                                                      |
| 1992 | "SI-JI-MA"                                       | —                               | —                               | —                               | —                               | Silent Möbius Memorial Best PANDORA DISC                       |
| 1992 | "Mou Ichido Aitakute"                            | —                               | 38                              | —                               | —                               | Pizzicato                                                      |
| 1992 | "Woman's Love"                                   | —                               | —                               | —                               | —                               | Pizzicato                                                      |
| 1993 | "Blue no Tsubasa"                                | —                               | 66                              | —                               | —                               | Kyuugatsu no Sotsugyou                                         |
| 1994 | "Omoide Yori Tooku"                              | —                               | —                               | —                               | —                               | Essential Best                                                 |
| 1994 | "$1,000,000 no Koi"                              | —                               | —                               | —                               | —                               | Watashi wo Mitsukete                                           |
| 1994 | "Ano Koro ni Machi Awase You"                    | —                               | —                               | —                               | —                               | Watashi wo Mitsukete                                           |
| 1994 | "Moonlight Epicurian"                            | —                               | —                               | —                               | —                               | Watashi wo Mitsukete                                           |
| 1995 | "Zankoku na tenshi no these"                     | —                               | 27                              | —                               | 156                             | NEON GENESIS EVANGELION                                        |
| 1996 | "Meguriai"                                       | —                               | —                               | —                               | —                               | Living with Joy                                                |
| 1996 | "Atarashii Shirt"                                | —                               | —                               | —                               | —                               | Living with Joy                                                |
| 1997 | "Tamashii no Refrain"                            | —                               | 3                               | —                               | 41                              | ~refrain~ The songs were inspired by Evangelion                |
| 1998 | (The title is unknown)                           | —                               | —                               | —                               | —                               | —                                                              |
| 1999 | "We're the One"                                  | —                               | —                               | —                               | —                               | HARMONIUM                                                      |
| 2002 | "Kokoro no Tsubasa"                              | —                               | —                               | —                               | —                               | L'ange de métamorphose                                         |
| 2005 | "WING"                                           | —                               | 97                              | —                               | —                               | Sore wa Toki ni Anata wo Hagemashi, Toki ni Sasae to Naru Mono |
| 2005 | "Yoake Umarekuru Shoujo"                         | —                               | 21                              | —                               | —                               | Sore wa Toki ni Anata wo Hagemashi, Toki ni Sasae to Naru Mono |
| 2006 | "Aoki Flamme"                                    | —                               | 42                              | —                               | —                               | YOKO SINGS FOREVER                                             |
| 2008 | "Seinaru Itami wo Daite"                         | —                               | —                               | —                               | —                               | —                                                              |
| 2008 | "Kizu Darake no Yume"                            | —                               | 174                             | —                               | —                               | —                                                              |
| 2009 | "Zankoku na Tenshi no Thesis (2009 Version)"     | —                               | 22                              | —                               | —                               | 20th Century Boys & Girls ~20 Seiki Shounen Shoujo~            |
| 2010 | "Doukoku he no Monologue"                        | —                               | 35                              | —                               | —                               | EVANGELION EXTREME                                             |
| 2012 | "Wing Wanderer"                                  | —                               | —                               | —                               | —                               | Project X Zone                                                 |
| 2013 | "Shibashi Sora ni Inorite"                       | —                               | 86                              | —                               | —                               | EVANGELION EXTREME                                             |
| 2015 | "Shinjitsu no Mokushiroku"                       | 30                              | 39                              | —                               | —                               | —                                                              |
| 2017 | "Welcome to the stage!"                          | —                               | 104                             | —                               | —                               | —                                                              |
| 2018 | "Zankoku na tenshi no Thesis/Tamashī no Refrain" | —                               | 36                              | —                               | —                               | —                                                              |